# Poliopastea jalapensis
Poliopastea jalapensis là một loài bướm đêm thuộc phân họ Arctiinae, họ Erebidae.